# 新科斯強季尼夫卡 (普里阿佐夫西克區)
46°35′53″N 35°40′53″E / 46.59806°N 35.68139°E
新科斯強季尼夫卡（烏克蘭語：Новокостянтинівка）是位於烏克蘭東南部的村莊，由扎波羅熱州梅利托波爾區的亞歷山德里夫卡市鎮負責管轄。該村始建於1924年，面積2.23平方公里，海拔高度21米，2001年人口729，人口密度每平方公里326.9人。